# 林本源
林本源（りんほんげん）は板橋林家とも称し、清朝統治下の台北板橋における家族の総称。「林本源」は個人名称ではなく、板橋林家の屋号である。

## 歴史

### 起源
林家は福建漳州府龍渓県白石堡を出身とする家族である。台湾における開祖は林応寅であり、1784年（乾隆49年）に長子林平侯と共に新荘に移住したのが最初である。統治で米穀業で財を成した林平侯は献金により柳州知府に任じられたこともあったが、まもなく官を辞し財産を築いた。死後は財産を「飲」、「水」、「本」、「思」、「源」の5つの屋号にて林国棟、林国仁、林国華、林国英及び林国芳の息子5人に分割された。そして「本」、「源」を相続した林国華と林国芳が同母兄弟であったため、後に商号を合わせて林本源と称されるようになった。住居は現在板橋林家花園と称されており、往時の豪華さを偲ばせる住居跡は板橋の観光地となっている。

### 清朝統治下
清朝末期になって登場した林維譲および林維源は林家の中でも高く評さされる人物である。1871年、台湾に漂着した琉球漁民が原住民により殺害されたことに端を発する台湾出兵に際し、清朝より派遣された欽差大臣の沈葆楨に対し、事件後後山及び山区の撫墾を目的に財政援助を行い、1884年の清仏戦争では欽差大臣劉銘伝に対し林維源は銀20万両を寄付し、劉銘伝に協力し台湾防衛に尽力しまた墾務大臣に任命されるなど活躍している。
これらの活躍により李鴻章、盛宣懐等との知遇を得、1886年には太僕寺正卿に任じられている。1894年の西太后の還暦祝賀式典では30,000両の費用を拠出している。また盛宣懐と共に蘇州の「留園」を見学した後に台湾で同じ庭園を造営しようと、全ての建材や草木を唐山より運び、現在台湾を代表する庭園を完成させるなど文化的な事跡もある。

### 日本統治下
日清戦争の結果、日本統治時代が始まると、林維源は廈門の鼓浪嶼に移り新に邸宅を造営し小板橋と称した。当時の調査によれば総資産1億1千万両（下関条約による清朝の賠償金が3億両強）という破格の資産を有しており、名実共に台湾を代表する一族であったと言える。

## 子孫

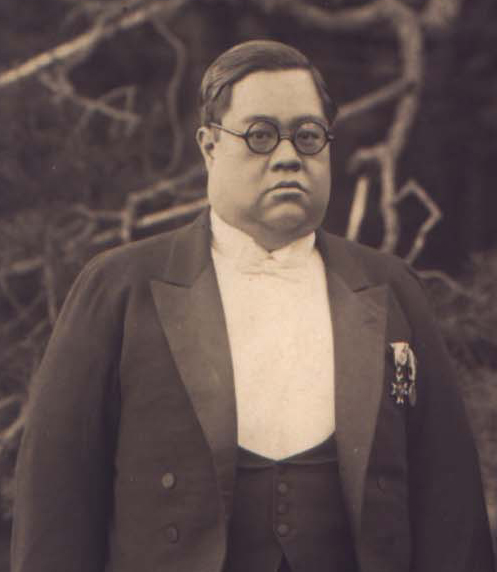
林熊徴。1926年

- 6代目の子孫の林熊徴（中国語版）は、華南銀行の創設者のひとり。東京の中国同盟会のメンバーでもあり、孫文を経済的に支援した。妻は盛宣懐の五女。日本人の高賀千智子（華名・林智惠）との間に生まれたひとり息子の林明成（中国語版）は、華南ファイナンシャルホールディングスの代表で、台湾有数の富豪[1]。
- 7代目の子孫で林熊徴の甥にあたる林衡道（中国語版）は、日本統治時代に日本で生まれ、仙台の東北帝国大学を卒業。台湾の多くの大学で教鞭をとった。台湾省文献会主任委員を務めたほか、『台湾史』などの著書多数。